# نینو مانفردی

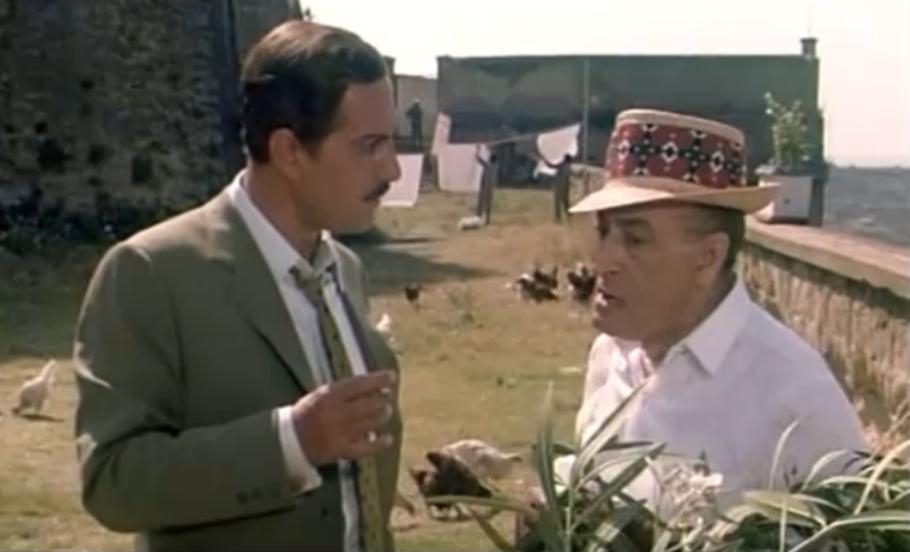

نینو مانفردی (ایتالیایی: Nino Manfredi؛ زاده ۲۲ مارس ۱۹۲۱ – درگذشته ۴ ژوئن ۲۰۰۴) هنرپیشه، کارگردان و فیلم‌نامه‌نویس اهل ایتالیا بود.
از فیلم‌هایی که وی در آن نقش داشته‌است، می‌توان به زشت، کثیف و بد و فروشگاه بزرگ اشاره کرد.

## زندگینامه
با نام نینو ساتورنینو به دنیا آمد. ابتدا در رشتهٔ حقوق تحصیل کرد و سپس دوره‌های آکادمی هنرهای دراماتیک رم را در ۱۹۴۷ به پایان برد. کارش را با رادیو و تئاتر آغاز کرد. به عنوان دوبلور وارد سینما شد و برای نخستین بار در ۱۹۴۹ جلوی دوربین رفت.
در طی بیش از چهار دهه در نقش‌های اول و دوم کمدی یا درام تعداد بسیاری از فیلم‌های ایتالیایی ظاهر شده، اما هیچ‌گاه در زمرهٔ ستارگان درنیامد. از اوایل دههٔ ۱۹۷۰ به کارگردانی نیز پرداخت و با نخستین فیلم بلندش، قدردانی، در جشنوارهٔ کن برندهٔ جایزه شد. در ۱۹۷۳ با ایفای نقش در نان و شکلات به شهرت بین‌المللی رسید و بعدها، اضافه بر بازی، در نوشنتن فیلم‌نامهٔ دنبالهٔ آن، کافه اکسپرس، نیز هم کاری داشت.

## فیلم‌شناسی
- ۱۹۵۵ - عشاق
- ۱۹۵۶ - مرد مجرد
- ۱۹۵۶ - توتو، پپینو و زن شریر
- ۱۹۵۷ - سوزانای آشفته حال
- ۱۹۵۷ - زن‌ها سه بار
- ۱۹۵۷ - کمپینگ
- ۱۹۵۸ - نگهبان، دزد و مستخدمه
- ۱۹۵۸ ونیز، ماه، و تو
- ۱۹۵۹ - ضربهٔ جسورانهٔ افراد ناشناس همیشگی
- ۱۹۶۰ - جنایت
- ۱۹۶۱ - قضاوت عمومی
- ۱۹۶۱ - پلیس سوار
- ۱۹۶۱ - اسب ببر
- ۱۹۶۲ - اروتیکا (اپیزود ماجرای یک سرباز)
- ۱۹۶۲ - سال‌های خروشان
- ۱۹۶۴ - گاوچران
- ۱۹۶۴ - زن معامله گر
- ۱۹۶۴ - رسوایی
- ۱۹۶۵ - ساخت ایتالیا
- ۱۹۶۵ - یک روز تعیین‌کننده / عقده‌ها
- ۱۹۶۵ - دختران زیبا
- ۱۹۶۵ - بیایید دربارهٔ مردم‌ها حرف بزنیم
- ۱۹۶۶ - خیانت به سبک ایتالیایی
- ۱۹۶۶ - گنجینه سان جنارو
- ۱۹۶۶ - من، من، من… و دیگران
- ۱۹۶۷ - پدر خانواده
- ۱۹۶۷ - گل سرخی برای همه
- ۱۹۶۸ - ادارهٔ مخفی ایتالیا
- ۱۹۶۹ - جدل عمومی
- ۱۹۶۹ - برهنه می‌بینم
- ۱۹۶۹ - یک مرغ، یک قطار... و چند هیولا
- ۱۹۷۰ - اعتراض عمومی
- ۱۹۷۱ - ماجراهای پینوکیو
- ۱۹۷۱ - در عشق، هر لذتی با رنج همراه است
- ۱۹۷۱ - میان معجزه‌ها
- ۱۹۷۱ - رُم خوب
- ۱۹۷۳ - نان و شکلات
- ۱۹۷۳ - همهٔ ما این قدر هم دیگر را دوست داشتیم
- ۱۹۷۵ - چشم گربه
- ۱۹۷۶ - شب بخیر، آقایان و خانم‌ها
- ۱۹۷۶ - کثافت‌ها
- ۱۹۷۸ - رشوه
- ۱۹۸۰ - کافه اکسپرس
- ۱۹۸۱ - خانهٔ اسپاگتی
- ۱۹۸۱ - پرتره یک زن
- ۱۹۸۳ - این و آن
- ۱۹۸۵ - انبارهای بزرگ
- ۱۹۸۷ - هلسینکی - ناپل تمام طول شب
- ۱۹۹۰ - آلبرتو اکسپرس
- ۱۹۹۱ - نمایش بدون کلام
- ۱۹۹۵ – مرد هلندی پرنده
- ۱۹۹۹ - لاکاربونارا